# Championnat d'Écosse de football 1916-1917
Navigation
Édition précédente Édition suivante
La 27e édition du championnat d'Écosse de football est remportée par le Celtic FC. C’est le quatorzième titre de champion du club, le quatrième consécutif. Ils gagnent avec dix points d’avance sur Greenock Morton. Les Rangers FC complètent le podium.
Contrairement à ses voisins anglais et nord-irlandais, le championnat d'Écosse de football ne s’interrompt pas pendant la Première Guerre mondiale.
À la fin de la 26e saison, aucun club ne quitte la première division. Les mêmes 20 équipes sont conservées pour la saison 1916-1917.
Avec 39 buts marqués en 38 matchs,  Bert Yarnall d’Airdrieonians remporte pour la première fois le titre de meilleur buteur du championnat.

## Les clubs de l'édition 1916-1917
| Club                              | Ville      |
| --------------------------------- | ---------- |
| Aberdeen Football Club            | Aberdeen   |
| Ayr United Football Club          | Ayr        |
| Airdrieonians Football Club       | Airdrie    |
| Celtic Football Club              | Glasgow    |
| Clyde Football Club               | Glasgow    |
| Dumbarton Football Club           | Dumbarton  |
| Dundee Football Club              | Dundee     |
| Falkirk Football Club             | Falkirk    |
| Greenock Morton Football Club     | Greenock   |
| Hamilton Academical Football Club | Hamilton   |
| Heart of Midlothian Football Club | Édimbourg  |
| Hibernian Football Club           | Leith      |
| Kilmarnock Football Club          | Kilmarnock |
| Motherwell Football Club          | Motherwell |
| Partick Thistle Football Club     | Glasgow    |
| Queen's Park Football Club        | Glasgow    |
| Raith Rovers Football Club        | Kirkcaldy  |
| Rangers Football Club             | Glasgow    |
| Saint Mirren Football Club        | Paisley    |
| Third Lanark Athletic Club        | Glasgow    |

## Compétition

### Classement
Le classement est établi sur le barème de points classique (victoire à 2 points, match nul à 1, défaite à 0).
| Rang | Équipe              | Pts | J  | G  | N  | P  | Bp | Bc | Diff |
| ---- | ------------------- | --- | -- | -- | -- | -- | -- | -- | ---- |
| 1    | Celtic FC           | 64  | 38 | 27 | 10 | 1  | 79 | 17 | +62  |
| 2    | Greenock Morton     | 54  | 38 | 24 | 6  | 8  | 72 | 39 | +33  |
| 3    | Rangers FC          | 53  | 38 | 24 | 5  | 9  | 68 | 32 | +36  |
| 4    | Airdrieonians       | 50  | 38 | 21 | 8  | 9  | 71 | 38 | +33  |
| 5    | Third Lanark AC     | 49  | 38 | 19 | 11 | 8  | 53 | 37 | +16  |
| 6    | Kilmarnock FC       | 43  | 38 | 18 | 7  | 13 | 69 | 46 | +23  |
| 7    | Saint Mirren        | 40  | 38 | 15 | 10 | 13 | 49 | 43 | +6   |
| 8    | Motherwell FC       | 38  | 38 | 16 | 6  | 16 | 57 | 59 | -2   |
| 9    | Dumbarton FC        | 35  | 38 | 12 | 11 | 15 | 56 | 73 | -17  |
| -    | Partick Thistle FC  | 35  | 38 | 14 | 7  | 17 | 44 | 43 | +1   |
| -    | Hamilton Academical | 35  | 38 | 13 | 9  | 16 | 54 | 73 | -19  |
| 12   | Clyde FC            | 34  | 38 | 10 | 14 | 14 | 41 | 53 | -12  |
| -    | Falkirk FC          | 34  | 38 | 12 | 10 | 16 | 58 | 57 | +1   |
| 14   | Heart of Midlothian | 32  | 38 | 14 | 4  | 20 | 44 | 59 | -15  |
| 15   | Ayr United          | 31  | 38 | 12 | 7  | 19 | 47 | 59 | -12  |
| 16   | Dundee FC           | 30  | 38 | 13 | 4  | 21 | 58 | 71 | -13  |
| 17   | Hibernian FC        | 30  | 38 | 10 | 10 | 18 | 57 | 72 | -15  |
| 18   | Queen's Park FC     | 29  | 38 | 11 | 7  | 20 | 56 | 81 | -25  |
| 19   | Raith Rovers        | 23  | 38 | 8  | 7  | 23 | 42 | 91 | -49  |
| 20   | Aberdeen FC         | 21  | 38 | 7  | 7  | 24 | 36 | 68 | -32  |

|  | Champion d'Écosse |
|  | Relégation        |

## Bilan de la saison
| Tableau d'Honneur                |                    |
| Compétition                      | Vainqueur          |
| Championnat d'Écosse de football | Celtic FC          |
| Coupe d'Écosse de football       | Pas de compétition |

| Promotions et relégations |                                    |
| Promus                    | Aucun                              |
| Relégués                  | Aberdeen FC Raith Rovers Dundee FC |

## Statistiques

### Meilleur buteur
1. Bert Yarnall, Airdrieonians, 39 buts